# Wybory prezydenckie w Słowenii w 1992 roku
Wybory prezydenckie w Słowenii w 1992 roku odbyły się 6 grudnia 1992. Frekwencja wyniosła 85,78%. Były to pierwsze od ogłoszenia w 1991 niepodległości wybory na urząd prezydenta. Pełniący tę funkcję Milan Kučan został wybrany w pierwszej turze.

## Wyniki wyborów
| Kandydat              | Partia     | Głosy (tys.) | %    |
| --------------------- | ---------- | ------------ | ---- |
| Milan Kučan           | niezależny | 794          | 63,9 |
| Ivan Bizjak           | SKD        | 263          | 21,2 |
| Jelko Kacin           | DS         | 91           | 7,3  |
| Stanislav Buser       | SLS        | 24           | 1,9  |
| Darja Lavtižar-Bebler | SSS        | 23           | 1,8  |
| Alenka Žagar-Slana    | NDS        | 22           | 1,7  |
| Ljubo Sirc            | LDS        | 19           | 1,5  |
| France Tomšič         | SDSS       | 8            | 0,6  |
| Razem                 | Razem      | 1279         | 100  |